# Трей-Сате
Трей-Сате (рум. Trei Sate) — село у повіті Муреш в Румунії. Входить до складу комуни Гіндарі.
Село розташоване на відстані 245 км на північ від Бухареста, 26 км на схід від Тиргу-Муреша, 104 км на схід від Клуж-Напоки, 106 км на північний захід від Брашова.

## Населення
За даними перепису населення 2002 року у селі проживали 1175 осіб.
Національний склад населення села:
| Національність | Кількість осіб | Відсоток |
| -------------- | -------------- | -------- |
| угорці         | 1120           | 95,3%    |
| цигани         | 44             | 3,7%     |
| румуни         | 9              | 0,8%     |

Рідною мовою назвали:
| Мова      | Кількість осіб | Відсоток |
| --------- | -------------- | -------- |
| угорська  | 1160           | 98,7%    |
| румунська | 8              | 0,7%     |
| циганська | 7              | 0,6%     |